# 아르타주

아르타주의 위치

아르타주(Arta)는 지부티 중남부에 위치한 주로 주도는 아르타이며 면적은 1,800km2, 인구는 47,330명(2015년 기준), 인구 밀도는 26명/km2이다. 북쪽으로는 타주라주, 북동쪽으로는 지부티시, 남쪽으로는 디킬주, 알리사비에주와 접하며 동쪽으로는 소말리아와 국경을 접한다.